# Sermesse
Sermesse ist eine französische Gemeinde mit 246 Einwohnern (Stand: 1. Januar 2022) im Département Saône-et-Loire in der Region Bourgogne-Franche-Comté (vor 2016 Bourgogne). Sie gehört zum Arrondissement Chalon-sur-Saône und zum Kanton Gergy. Die Einwohner werden Sermessois genannt.

## Geografie
Sermesse wird im Westen und Nordwesten durch den Doubs begrenzt und liegt etwa 21 Kilometer nordöstlich von Chalon-sur-Saône. Umgeben wird Sermesse von den Nachbargemeinden Saunières im Norden und Westen, Pontoux im Norden und Osten, Toutenant im Süden und Südosten sowie Verdun-Ciel im Südwesten.

## Bevölkerungsentwicklung
| Jahr                       | 1962 | 1968 | 1975 | 1982 | 1990 | 1999 | 2006 | 2011 | 2018 |
| Einwohner                  | 201  | 191  | 166  | 158  | 156  | 172  | 202  | 244  | 234  |
| Quellen: Cassini und INSEE |      |      |      |      |      |      |      |      |      |

## Sehenswürdigkeiten

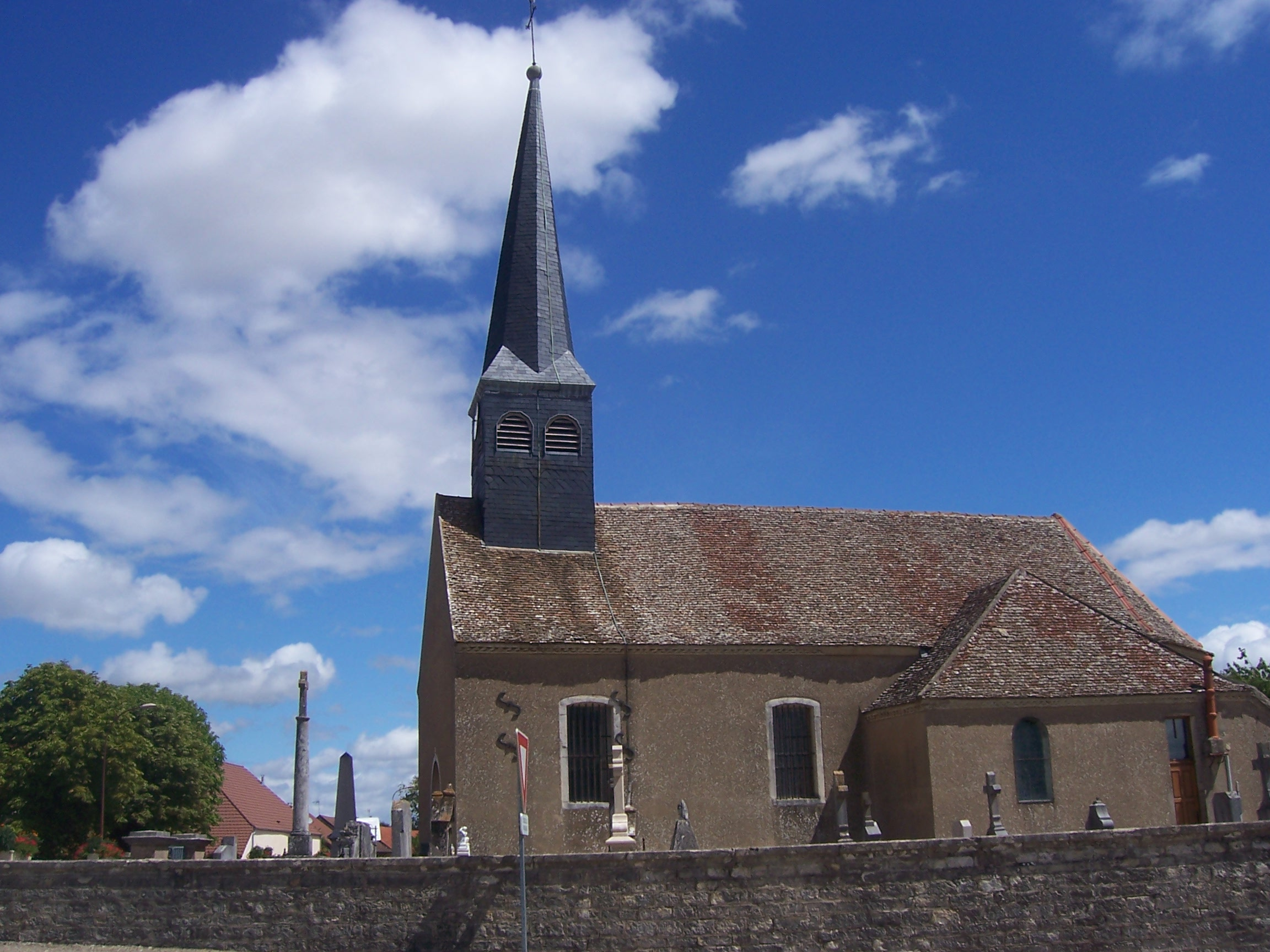
Kirche Saint-Vincent

- Kirche Saint-Vincent

## Persönlichkeiten
- Désiré Barodet (1823–1906), antiklerikaler Politiker